# اولوک‌لو (سلیم)
اولوک‌لو (به ترکی استانبولی: Oluklu) یک منطقهٔ مسکونی در ترکیه است که در سلیم (قارص) واقع شده‌است. اولوک‌لو ۱٬۵۷۴ نفر جمعیت دارد و ۲٬۰۳۰ متر بالاتر از سطح دریا واقع شده‌است.